# Le Commandant Charcot
Die Le Commandant Charcot ist ein Kreuzfahrtschiff der französischen Reederei Compagnie du Ponant.

## Geschichte
Das Schiff des Typs VARD 6 17 wurde unter der Baunummer 887 auf der norwegischen Werft Vard Søviknes gebaut. Der Rumpf wurde von der Vard-Werft in Tulcea, Rumänien, zugeliefert. Der Bau des Schiffes begann mit dem ersten Stahlschnitt am 6. November 2018, die Kiellegung erfolgte im Dezember 2018. Der Schiffsrumpf wurde im April 2020 zur Ausrüstung zur Vard-Werft in Søviknes überführt. Das Schiff wurde am 29. Juli 2021 abgeliefert. Die Baukosten beliefen sich auf rund 2,7 Mrd. NOK.
Der Schiffsentwurf stammt von Stirling Design International und Aker Arctic in Zusammenarbeit mit VARD und der Compagnie du Ponant. Stirling Design International zeichnete insbesondere für die Decks oberhalb des Hauptdecks und die Inneneinrichtung verantwortlich, während Aker Arctic für das Hauptdeck und den darunterliegenden Schiffsrumpf mit dem Unterwasserschiff zuständig war.
Benannt ist das Schiff nach dem französischen Polarforscher Jean-Baptiste Charcot.
Im September 2024 erreichte das Schiff den Nordpol der Unzugänglichkeit und war nach Angaben der Reederei das erste Schiff, dem dies gelang.

## Technische Daten und Ausstattung
Das Schiff verfügt über einen Hybridantrieb mit zwei elektrisch angetriebenen ABB-Propellergondeln mit jeweils 17 MW Leistung. Für die Stromerzeugung stehen zwei Zehnzylinder- und vier Vierzehnzylinder-Dual-Fuel-Motoren des Typs Wärtsilä 31DF zur Verfügung, die mit Flüssigerdgas und Dieselkraftstoff betrieben werden können. Die Gesamtleistung der Motoren beträgt 42 MW. Das Schiff ist mit Energiespeichern mit 4520 kWh ausgerüstet. Es kann damit auch für zwei bis drei Stunden vollelektrisch und somit vorübergehend emissionsfrei angetrieben werden. Das Schiff ist mit zwei Bugstrahlrudern ausgerüstet und verfügt über Stabilisatoren.
Das Schiff ist speziell für den Einsatz in den Polarregionen gebaut, es ist mit der Polarklasse PC 2 klassifiziert. Der Rumpf nutzt das „Double-Acting Ship“-Konzept von Aker Arctic und ist damit darauf ausgelegt, durch dickere Eisschichten in Rückwärtsfahrt zu brechen. Dadurch sind in Vorwärtsfahrt im freien Wasser die Verbrauchs- und Fahreigenschaften besser, weil der Bug nicht auf Eisgängigkeit ausgelegt sein muss. Die Kommandobrücke befindet sich im vorderen Bereich der Decksaufbauten auf Deck 8. Sie ist vollständig geschlossen. Zur besseren Übersicht bei An- und Ablegemanövern und der Navigation in engen Fahrwassern geht sie etwas über die Schiffsbreite hinaus. Ein zusätzlicher Steuerstand für die Rückwärtsfahrt in eisbedeckten Gewässern befindet sich am Heck des Schiffes auf Deck 5.
Das Schiff verfügt über neun Decks. An Bord stehen 135 Passagierkabinen zur Verfügung, verteilt auf die Decks 6 bis 8. Alle Passagierkabinen verfügen über einen Balkon. Die Passagierkapazität des Schiffes ist mit 245 Personen angegeben.
Die öffentlichen Bereiche befinden sich auf den Decks 5 und 9, darunter jeweils ein Restaurant und Lounges mit Bars auf beiden Decks, das Theater auf Deck 5 und ein Fitness- und Spa-Bereich sowie zwei Pools auf Deck 9. Auf Deck 3 befinden sich auf beiden Seiten des Schiffes für die Passagiere zugängliche Bereiche, von denen aus Expeditionen mit Schlauchbooten durchgeführt werden können. Außerdem ist hier ein kleiner Konferenzraum untergebracht. Das Schiff führt 16 Festrumpfschlauchboote mit. Das Schiff ist mit zwei Hubschraubern ausgestattet, die in Hangarn im Vorschiffsbereich mitgeführt werden. Für den Betrieb der Hubschrauber steht im Vorschiffsbereich ein Hubschrauberlandedeck zur Verfügung.
An Bord sind auch Messgeräte installiert, die auf den Reisen in die Polarregionen Messwerte für die Forschung sammeln können.